# Редикијаро (Форли-Чезена)
Редикијаро (итал. Redichiaro) је насеље у Италији у округу Форли-Чезена, региону Емилија-Ромања.
Према процени из 2011. у насељу је живело 45 становника. Насеље се налази на надморској висини од 23 м.